# Dudone di San Quintino
Dudone di San Quintino, talvolta indicato anche come Dudon o Dudo (965 circa – prima del 1043), è stato uno storico franco, cronista e decano della collegiata di San Quintino in Piccardia.

## Biografia
Nel 986 venne inviato, da Alberto I di Vermandois, per un'ambasceria presso Riccardo I, duca di Normandia. Riuscito nella sua missione, e dopo aver fatto una impressione molto favorevole alla corte normanna, trascorse alcuni anni in quel paese. Durante un secondo soggiorno in Normandia, Dudone scrisse la sua storia dei Normanni, un compito che il duca Riccardo lo aveva esortato a intraprendere. Poco altro si sa della sua vita, solo che morì prima del 1043.

## Historia Normannorum
Scritta fra il 1015 ed il 1030, la sua Historia Normannorum, o Libri III de moribus et actis primorum Normanniae ducum, venne dedicata al vescovo Adalberone di Laon. Sembra che Dudone non abbia consultato alcun testo precedente nello scrivere la sua storia, ma avrebbe ottenuto le informazioni secondo la tradizione orale, per gran parte fornita da Raoul d'Ivry, un fratellastro del duca Riccardo. Di conseguenza la Historia è assimilabile al genere romanzesco, e su questo terreno è stata considerata inaffidabile da taluni critici competenti come Ernst Dümmler e Georg Waitz. Altre autorità, però, per esempio, Jules Lair e Johannes Steenstrup, pur ammettendo l'esistenza di un elemento mitico, ritengono il libro di notevole valore relativamente alla storia dei Normanni.
Anche se Dudone conosceva Virgilio (Eneide) e altri scrittori latini, la sua conoscenza della lingua non è molto chiara. La Historia, scritta alternativamente in prosa e in versi di varia metrica, è divisa in quattro parti, e si occupa con toni elogiativi della storia dei Normanni dall'852 alla morte del duca Riccardo nel 996. L'opera venne ampiamente utilizzata da Guglielmo di Jumièges, Robert Wace, Roberto di Torigni, Guglielmo di Poitiers e Ugo di Fleury nella compilazione delle loro cronache.
Recentemente Leah Shopkow ha sostenuto che opere carolingie, soprattutto le biografie di due santi, la Vita sancti Germani di Erico di Auxerre e la Vita sancti Lamberti di Stefano di Liegi, potrebbero essere state modelli per il lavoro di Dudone.
L'opera venne pubblicata per prima da André Duchesne nella sua Historiae Normannorum scriptores antiqui, a Parigi nel 1619. Un'altra edizione venne pubblicata in Patrologia Latina, tomo cxli, di J. P. Migne (Parigi, 1844), ma la migliore è quella di J. Lair (Caen, 1865).

## Edizioni e traduzioni
- Lair, Jules (ed.). De moribus et actis primorum Normanniæ ducum. Mémoires de la Société des Antiquaires de Normandie 23. Caen, 1865.  PDF scan available from Google Books..
- Christiansen, Eric. (tr.).  Dudo of St Quentin. History of the Normans. Woodbridge, 1998. ISBN 0-85115-552-9.